# Essence (periodico)
Essence è una rivista mensile per donne afro-americane di età compresa tra 18 e 49 anni. Pubblicata dal 1970, è una delle poche riviste americane che si concentra sul target di un pubblico di donne di colore, ruota attorno all'esperienza delle donne di colore ed è rimasto attivo per un lungo periodo di tempo. La rivista si occupa di moda, stile di vita, celebrità e bellezza ma contiene anche articoli sulle questioni di attualità della comunità afroamericana.

## Storia
Edward Lewis, Clarence O. Smith, Cecil Hollingsworth e Jonathan Blount hanno fondato Essence Communications Inc. (ECI) nel 1968; questa ha iniziato a pubblicare la rivista Essence nel maggio 1970. Lewis e Smith definirono la pubblicazione "una rivista di lifestyle rivolta alle donne afroamericane di alto livello". Riconoscevano che le donne di colore fossero una componente demografica trascurata e vedevano Essence come un'opportunità per sfruttare un mercato praticamente intatto di lettrici: le donne di colore. La sua diffusione iniziale era di circa 50 000 copie al mese, salendo successivamente a circa 1,6 milioni. Gordon Parks è stato direttore editoriale durante i primi tre anni della sua diffusione.
Nel 2000, Time Inc. ha acquistato il 49 percento di Essence Communication Inc., che pubblica anche la rivista Suede. Nel 2005 Time Inc. ha stretto un accordo con Essence Communication Inc. per acquistare il rimanente 51 percento che non possedeva già. Nel gennaio 2018, Essence Communications è stata acquisita da Richelieu Dennis, fondatore di Sundial Brands, proprietario della società di bellezza Shea Moisture.